# Kennoway
Kennoway, in gaelico scozzese ceann-achadh,  è un villaggio del Fife, Scozia, Regno Unito, situato nelle vicinanze di Leven e Methil, all'interno del Firth of Forth.
Attualmente buona parte della popolazione attiva svolge la propria attività lavorativa presso i maggiori centri vicini.